# Scott Parker
Scott Matthew Parker (Lambeth, 13 d'octubre de 1980) és un exjugador professional de futbol anglès que jugava com a migcampista, i que posteriorment fa d'entrenador.